# 戈梅维尔 (厄尔-卢瓦省旧市镇)
戈梅维尔（法語：Gommerville，法語發音：[ɡɔmɛʁvil]）是法国厄尔-卢瓦省的一个旧市镇，属于沙特尔区。2016年1月1日，戈梅维尔与市镇奥尔吕合并为新的戈梅维尔。

## 地理
戈梅维尔（48°20'43"N, 1°56'41"E）面积27.23 平方千米，位于法国中央-卢瓦尔河谷大区厄尔-卢瓦省，该省份为法国北部内陆省份，北起顺时针与厄尔省、伊夫林省、埃松省、卢瓦雷省、卢瓦-谢尔省、萨尔特省和奧恩省接壤。
与戈梅维尔接壤的市镇（或旧市镇、城区）包括：昂热维尔、皮赛、孔热维尔-蒂永维尔。
戈梅维尔的时区为UTC+01:00、UTC+02:00（夏令时）。

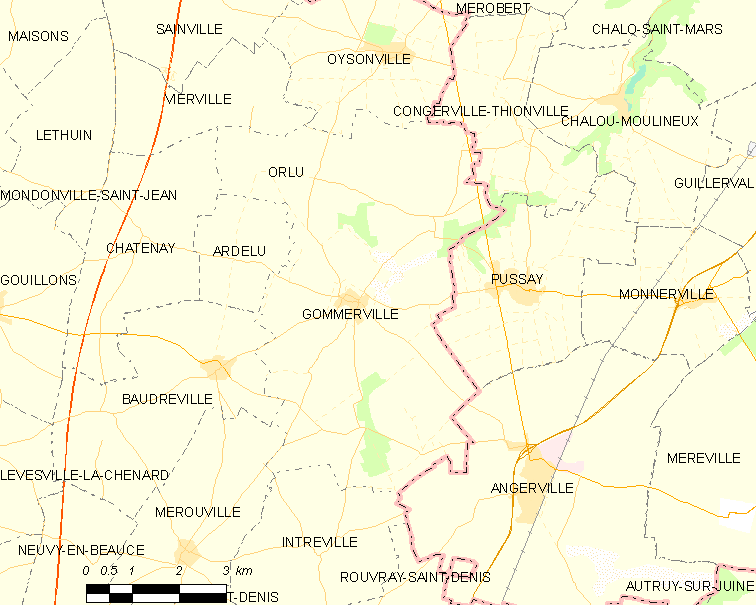
戈梅维尔的OSM定位图

## 行政
戈梅维尔的邮政编码为28310、28700，INSEE市镇编码为28183。

## 政治
戈梅维尔所属的省级选区为莱维拉日沃韦安县。

## 人口

1962-2008年间戈梅维尔人口变化图示

戈梅维尔于2016年1月1日时的人口数量为684人。